# Pseudyrias calligramma
Pseudyrias calligramma là một loài bướm đêm trong họ Noctuidae.